# Eugen Walter Büttner
Eugen Walter Büttner (ur. 8 września 1907 w Kahla, zm. 6 marca 1975 we Fryburgu Bryzgowijskim) – zbrodniarz hitlerowski, komendant kilku podobozów KL Natzweiler-Struthof i SS-Oberscharführer.

## Życiorys
Członek NSDAP od 1931 i SS od lipca 1933 (rozpoczął wówczas także służbę w obozie koncentracyjnym Dachau). W początkach 1941 Büttner rozpoczął służbę w kompleksie obozowym Natzweiler-Struthof. Początkowo był kierownikiem komand więźniarskich w podobozie Steinbruch. W lecie 1944 został komendantem podobozu Thil-Longwy, skąd został we wrześniu 1944 przeniesiony na identyczne stanowisko do podobozu Kochendorf. Kierował ewakuacją tego obozu na przełomie marca i kwietnia 1945 do obozu w Dachau. Pod koniec kwietnia 1945 organizował również marsz śmierci z Dachau.
Po zakończeniu wojny Büttner został dwukrotnie osądzony za zbrodnie wojenne. W 1949 radziecki Trybunał Wojskowy skazał go na dożywocie. Natomiast w 1954 francuski Trybunał Wojskowy skazał go in absentia na karę śmierci. Prowadzono przeciwko niemu również śledztwo w RFN, które jednak ostatecznie umorzono.